# 2. Basketball-Bundesliga 1988/89
Die Saison 1988/1989 war die vierzehnte Saison der 2. Basketball-Bundesliga.

## Modus
Es wurde in zwei Gruppen Nord und Süd mit je zwölf Mannschaften gespielt. Nach einer Einfachrunde spielten die ersten vier Mannschaften einer Staffel eine zweigleisige Aufstiegsrunde aus, deren Sieger in die Basketball-Bundesliga aufstieg. Die Mannschaften von Platz 5–8 einer Staffel spielten in zwei Runden mit Hin- und Rückspiel eine Platzierungsrunde aus. Die restlichen vier Mannschaften spielten eine Abstiegsrunde in ihren Staffeln aus. Aus der Nordstaffel stiegen aufgrund der zugeordneten Regionalligen regulär zwei Mannschaften und aus der Südstaffel drei Mannschaften ab. Sowohl in die Aufstiegs- als auch Abstiegsrunde wurden alle Punkte der Hauptrunde mitgenommen.

## Teilnehmende Mannschaften

### Gruppe Nord
Vor der Saison wird die Mannschaft der TuS Opladen zurückgezogen. Da gleichzeitig durch den Rückzug des ASC 46 Göttingen aus der Basketball-Bundesliga und dem damit verbundenen Nachrücker SG FT/MTV Braunschweig ein weiterer Platz frei wird, stiegen zwei weitere Regionalliga-Mannschaften auf.
- Oldenburger TB

Absteiger aus der Basketball-Bundesliga
- MTV Wolfenbüttel
- VBC Paderborn
- TuS Herten
- SC Rist Wedel
- Eintracht Hildesheim
- Neuköllner Sportfreunde
- FC Schalke 04

Aufsteiger aus den Regionalligen Nord und West
- BG 74 Göttingen
- TK Hannover
- BG Hagen

Spielgemeinschaft aus DEK und Fichte Hagen und dem Hasper SV
- Godesberger TV

### Gruppe Süd
- TV Langen

Absteiger aus der Basketball-Bundesliga
- SG BC/USC München

Spielgemeinschaft aus BC München und USC München
- SV 03 Tübingen
- DJK SB München
- TSV Ansbach
- KuSG Leimen
- TV Germania Trier
- MTV Kronberg
- Post-SV Nürnberg
- MTSV Schwabing

Aufsteiger aus den Regionalligen Mitte, Südwest und Süd
- EOSC Offenbach
- 1. FC Baunach

## Saisonverlauf

### Abschlusstabellen Hauptrunde
Nord
| Platz | Team                 | Gesamt    | Gesamt |
| ----- | -------------------- | --------- | ------ |
| 1.    | MTV Wolfenbüttel     | 2135:1907 | 34:10  |
| 2.    | SC Rist Wedel        | 1922:1766 | 34:10  |
| 3.    | Eintracht Hildesheim | 1880:1758 | 34:10  |
| 4.    | TuS Herten           | 2081:1897 | 32:12  |
| 5.    | Oldenburger TB (A)   | 2092:1979 | 30:14  |
| 6.    | VBC Paderborn        | 1904:1838 | 20:24  |
| 7.    | Godesberger TV (N)   | 1902:2009 | 18:26  |
| 8.    | FC Schalke 04        | 1935:2031 | 14:30  |
| 9.    | Neuköllner SF        | 1760:1826 | 14:30  |
| 10.   | BG 74 Göttingen (N)  | 1739:1878 | 12:32  |
| 11.   | BG Hagen (N)         | 1855:2033 | 12:32  |
| 12.   | TK Hannover (N)      | 1600:1883 | 10:34  |

Süd
| Platz | Team               | Gesamt    | Gesamt |
| ----- | ------------------ | --------- | ------ |
| 1.    | TV Langen (A)      | 2107:1701 | 40:4   |
| 2.    | EOSC Offenbach (N) | 2105:1721 | 40:4   |
| 3.    | 1. FC Baunach (N)  | 1821:1684 | 28:16  |
| 4.    | TV Germania Trier  | 1884:1680 | 26:18  |
| 5.    | SV 03 Tübingen     | 1989:1838 | 24:20  |
| 6.    | TSV Ansbach        | 1948:1975 | 24:20  |
| 7.    | MTV Kronberg       | 1837:1818 | 22:22  |
| 8.    | MTSV Schwabing     | 1768:1772 | 22:22  |
| 9.    | KuSG Leimen        | 1804:2032 | 14:30  |
| 10.   | SG BC/USC München  | 1790:1955 | 12:32  |
| 11.   | DJK SB München     | 1552:1938 | 8:36   |
| 12.   | Post-SV Nürnberg   | 1739:2230 | 4:40   |

### Aufstiegsrunden
Nord
| Platz | Team                 | Gesamt*   | Gesamt* |
| ----- | -------------------- | --------- | ------- |
| 1.    | MTV Wolfenbüttel     | 2668:2396 | 42:14   |
| 2.    | Eintracht Hildesheim | 2383:2229 | 42:14   |
| 3.    | SC Rist Wedel        | 2400:2266 | 38:18   |
| 4.    | TuS Herten           | 2549:2419 | 36:20   |

Süd
| Platz | Team               | Gesamt*   | Gesamt* |
| ----- | ------------------ | --------- | ------- |
| 1.    | TV Langen (A)      | 2697:2163 | 52:4    |
| 2.    | EOSC Offenbach (N) | 2642:2269 | 46:10   |
| 3.    | TV Germania Trier  | 2380:2233 | 32:24   |
| 4.    | 1. FC Baunach (N)  | 2319:2246 | 28:28   |

 * Es wurden alle Ergebnisse der Hauptrunde in die Aufstiegsrunde mitgenommen.

### Platzierungsrunden
Nord
1. Runde:
FC Schalke 04 (8.) – Oldenburger TB (5.) : 90:121, 103:96
Godesberger TV (7.) – VBC Paderborn (6.) : 88:92, 93:87
Spiel um Platz 5:
Godesberger TV – Oldenburger TB : 111:95, 87:90
Spiel um Platz 7:
FC Schalke 04 – VBC Paderborn : 97:101, 78:105
Süd
1. Runde:
MTSV Schwabing (8.) – SV 03 Tübingen (5.) : 82:83, 58:66
MTV Kronberg (7.) – TSV Ansbach (6.) : 88:93, 98:109
Spiel um Platz 5:
TSV Ansbach – SV 03 Tübingen: 100:102, 101:89
Spiel um Platz 7:
MTSV Schwabing – MTV Kronberg: 95:88, 97:83

### Abstiegsrunden
Nord
| Platz | Team                | Gesamt *  | Gesamt * |
| ----- | ------------------- | --------- | -------- |
| 1.    | BG Hagen (N)        | 2375:2545 | 22:34    |
| 2.    | Neuköllner SF       | 2251:2308 | 20:36    |
| 3.    | BG 74 Göttingen (N) | 2204:2356 | 16:40    |
| 4.    | TK Hannover (N)     | 2076:2363 | 14:42    |

Süd
| Platz | Team              | Gesamt *  | Gesamt * |
| ----- | ----------------- | --------- | -------- |
| 1.    | KuSG Leimen       | 2435:2538 | 23:32    |
| 2.    | SG BC/USC München | 2331:2434 | 22:34    |
| 3.    | DJK SB München    | 2075:2481 | 12:44    |
| 4.    | Post-SV Nürnberg  | 2178:2833 | 4:52     |

 * Es wurden alle Ergebnisse der Hauptrunde in die Abstiegsrunde mitgenommen.